# Witsum

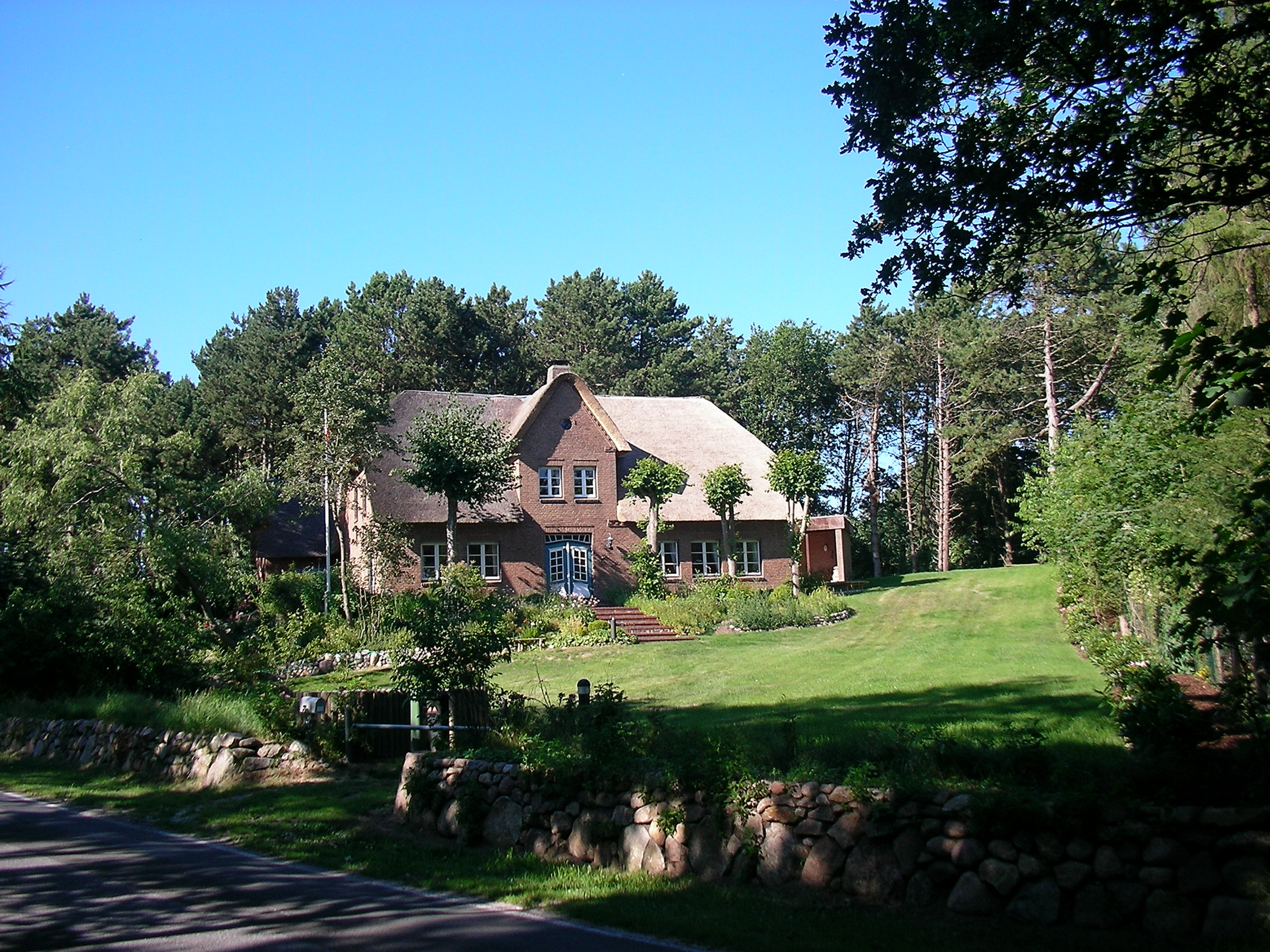
Straßenbild in Witsum

Witsum (dänisch: Vitsum, friesisch: Wiisem) ist eine Gemeinde im Kreis Nordfriesland in Schleswig-Holstein. 

## Geografie
Das Gebiet der Gemeinde Witsum erstreckt sich im Westteil der Insel Föhr am Übergang des sich grob entlang des am südlichen Ufer der Insel befindlichen Geestkerns rund um die der Godelniederung.
Im Gemeindegebiet befindet sich der bis auf eine Höhenlage von knapp 11 Meter reichende Sylvert, die höchstgelegenen Landstelle der Insel. Aus diesem Grund heißt es: „Was der Mount Everest für die ganze Erde ist, das ist der Sylvert für unsere liebe Insel Föhr.“ Aufgrund der Höhenlage sind von Witsum aus bei klarer Sicht die Halligen Langeneß und Hooge sowie die Insel Amrum zu sehen.
Südöstlich des Ortskerns mündet der Fluss Godel inmitten von Salzwiesen in die Nordsee.
Witsum gehört zu den kleinsten Gemeinden in Deutschland nach Einwohnerzahl und nach Fläche.

## Geschichte
Witsum wurde erstmals 1509 erwähnt. Als Teil von Westerland Föhr gehörte Witsum zu den königlichen Enklaven und war dem Königreich Dänemark direkt angehörig, während Osterland Föhr mit Wyk zum Herzogtum Schleswig gehörte. Erst nach Dänemarks Verlust von Schleswig an Preußen kam auch Witsum 1864 an Schleswig-Holstein.
Witsum und die Nachbargemeinden Utersum mit dem heutigen Ortsteil Hedehusum stimmten als einzige Gemeinden in der Zone II bei der Volksabstimmung 1920 mehrheitlich für Dänemark; weil sie nicht direkt an der späteren Grenze lagen, blieben sie aber bei Deutschland.

## Politik

### Gemeindevertretung
Da die Gemeinde weniger als 70 Einwohner hat, hat sie eine Gemeindeversammlung anstelle einer Gemeindevertretung; dieser gehören alle Bürger der Gemeinde an.

### Bürgermeister
Für die Wahlperiode 2013–2018 hat die Gemeindeversammlung Cornelius Daniels erneut zum Bürgermeister gewählt.

## Wirtschaft und Infrastruktur
Für die Wirtschaft des Ortes ist der Fremdenverkehr von zentraler Bedeutung. Für Urlaubsgäste stehen eine Reihe von Ferienhäuser und -wohnungen zur Verfügung. Dieser Umstand führte auch schon zu politischen Meinungsverschiedenheiten bei der Baulandvergabe. So wurde festgelegt, dass von den nach dem schleswig-holsteinischen Landesentwicklungsplan bis zum Jahr 2025 maximal vier zu erschließenden Grundstücken, höchstens eines an „Fremde“ verkauft werden darf.
Die nächsten Einkaufsmöglichkeiten befinden sich in den benachbarten Dörfern Utersum und Nieblum. In der letztgenannten Gemeinde ist zudem die nächstgelegene Filiale eines Geldinstituts.

## Sehenswürdigkeiten
Das Uthländisches Haus in der Straße Ban Taarep 4 ist als Kulturdenkmal in Witsum ausgewiesen.

## Verkehr
Der Anschluss Witsums führt über die nordfriesische Kreisstraße 122. Diese zweigt zwischen Nieblum und dem Nachbarort Borgsum von der südlichen Hauptverbindungsachse auf der Insel, der Landesstraße 214, ab. Beide Straßen führen nach Utersum.
Im ÖPNV wird der Ort regelmäßig durch die beiden Föhrer Buslinien bedient. Es handelt sich bei den beiden Linien um einen Ringverkehr in entgegengesetzter Richtung vom bzw. zum Hafen in Wyk. Die Fahrzeiten von Wyk nach Witsum und zurück betragen jeweils rund 45 Minuten. Zuständiges Transportunternehmen ist die Wyker Dampfschiffs-Reederei, die den Busfahrplan weitgehend nach den Fährverbindungen getaktet hat.

## Galerie

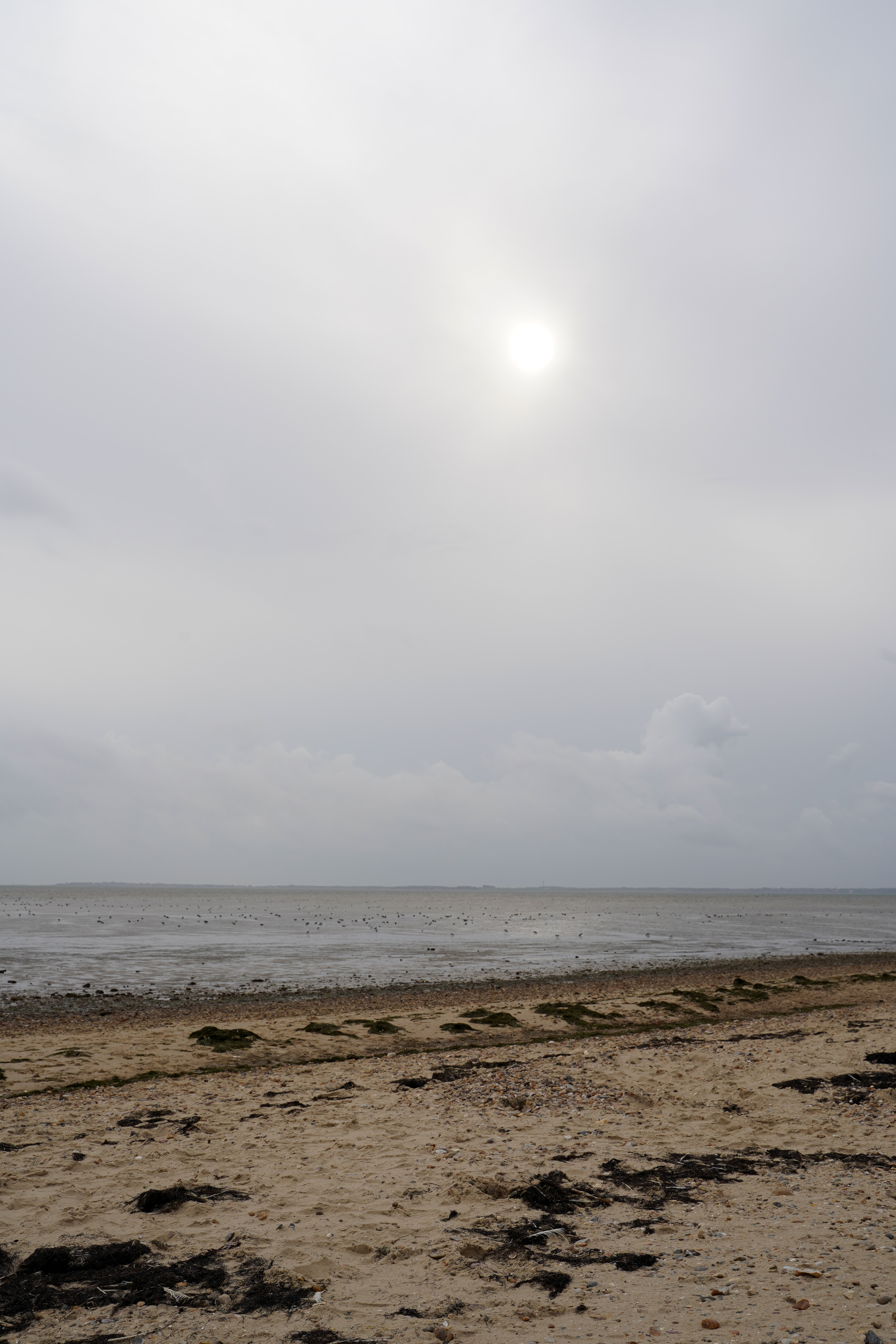
Strand bei Witsum mit Blick Richtung Amrum
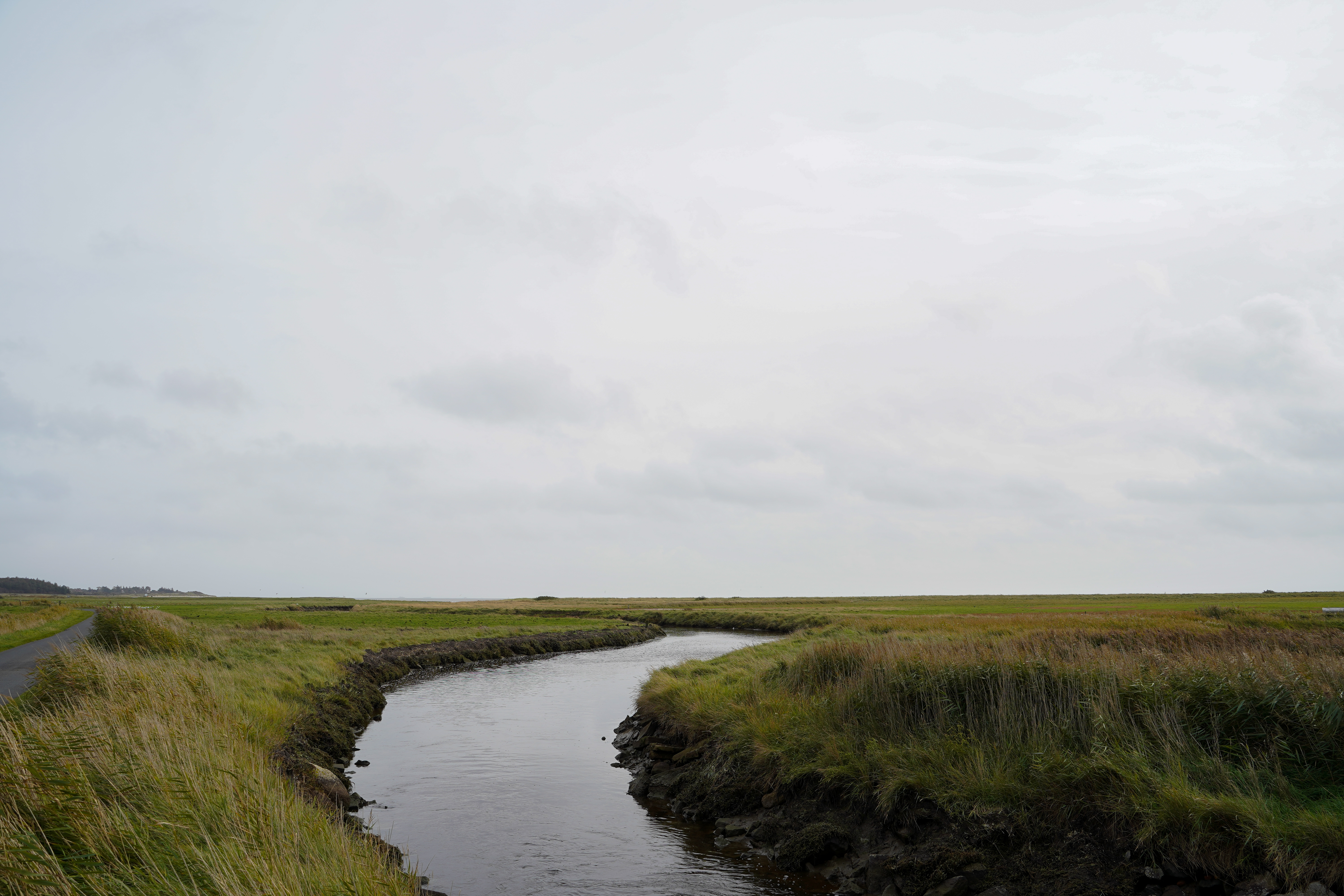
Bach Godel bei Witsum mit Blickrichtung Südost
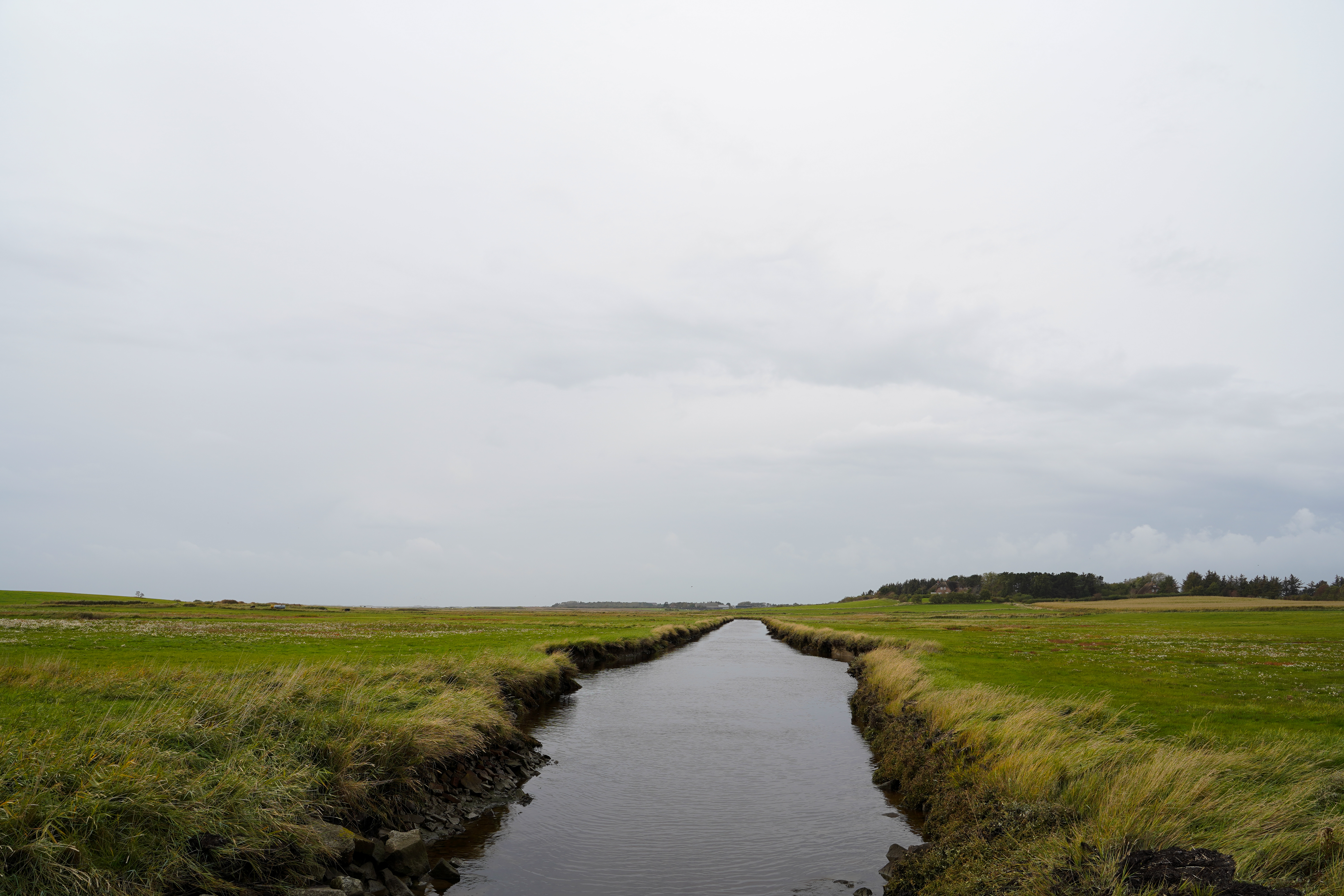
Bach Godel bei Witsum mit Blickrichtung Nordwest